# Prefectura de Karafuto
Karafuto (樺太) es el nombre japonés para la parte sur de la Isla de Sajalín o toda la isla, también denominada como Sajalín japonés. Por el Tratado de Portsmouth, Karafuto se convirtió en una prefectura de Japón en 1907, con su capital en Toyohara. Sin embargo, el nombre de la oficina gubernamental no era to (都), dō (道), fu (府) o ken (県), denominaciones empleadas para las prefecturas actuales, sino chō (庁), de modo que el nombre "prefectura" es quizás inexacto.
En 1945, con la derrota de Japón en la Segunda Guerra Mundial, la administración japonesa en Karafuto dejó de funcionar, y en 1951, en el Tratado de San Francisco, Japón renunció a sus derechos sobre el territorio. Desde entonces, la parte sur de Sajalín ha sido administrada por la URSS y más tarde por Rusia. A pesar de todo, como perteneció a Japón, algunos partidos políticos japoneses la reclaman como parte de su país.

## Historia
Sajalín fue habitada en la Edad de Piedra del Neolítico. En Dui y Kusunai, se han hallado grandes cantidades de artefactos de pedernal, como los encontrados en Siberia, así como también hachas de guerra de piedra pulida, como en Europa, alfarería primitiva con decoraciones como las de los Olonets, y pesas de piedra para las redes. Después, una población, para quien el bronce era conocido, dejó huellas en muros de tierra y cocinillas en la bahía Aniva.
Los pueblos indígenas de Sajalín son las tribus xianbei y xiazhe, quienes tenían una forma de vida basada en la pesca. Los chinos en la dinastía Ming conocían la isla como Kuyi (en chino: 苦夷, romanizado: Kǔyí), y después como Kuye (en chino: 庫頁, romanizado: Kùyè). Según el Libro de Shengmu (en chino: 聖武記, romanizado: Shèngwǔjì), los Ming enviaron 400 soldados a Sajalín en 1616, pero más tarde se retiraron mientras no fuera considerada una amenaza para el control chino de la isla. Una frontera de piedra de la era Ming aún existe en la isla.
El Imperio Qing también reclamaba la soberanía sobre la isla y Sajalín estuvo bajo dominio formal chino desde la dinastía Jin en adelante. Sin embargo, como los gobiernos chinos no tenían presencia militar en la isla, japoneses y rusos intentaron colonizar la isla. El establecimiento japonés de Ootomari (大泊町 Ōdomari?) se estableció en 1679. Unos cartógrafos del clan Matsumae dibujaron un mapa de la isla y la llamaron Kita Ezo (Ezo Norte: Ezo es el antiguo nombre de Hokkaidō). El Tratado de Nérchinsk de 1686 reafirmó a Sajalín como territorio chino entre China y Rusia. No obstante, Rusia comenzó a ocupar la isla, con un ejército hecho de convictos, a partir del siglo XVIII.
Sajalín se hizo conocida para los europeos tras los viajes de Iván Moskvitin y Maarten Gerritsz Vries en el siglo XVII y, aún mejor, a partir de los viajes de Jean-François de La Pérouse (1787) e Iván Krusenstern (1805), aunque ambos la consideraban como una península y no fueron conscientes de la existencia del estrecho de Mamiya o estrecho de Tartaria, descubierto en 1809 por el japonés Mamiya Rinzo.
Japón proclamó unilateralmente la soberanía sobre toda la isla en 1845,[cita requerida] si bien el navegante ruso Guennadi Nevelskói registró definitivamente la existencia y navegabilidad de este estrecho en 1849 y, desafiando a la reclamación de los Qing, los colonos rusos establecieron minas de carbón, instalaciones administrativas, escuelas, prisiones e iglesias en la isla. Los xiazhe fueron asesinados u obligados a mudarse al continente asiático
En 1855, Rusia y Japón firmaron el Tratado de Shimoda, el cual declaraba que los ciudadanos de ambos países podían habitar en la isla: los rusos en el norte y los japoneses en el sur, sin una frontera definida entre ellos. Rusia también acordó desmantelar su base militar en Ootomari. Tras la segunda guerra del Opio, Rusia forzó a los Qing a firmar el desigual Tratado de Aigun y la Convención de Pekín, bajo los cuales China perdía todos los territorios al norte de Heilongjiang (Amur) y al este del Ussuri, incluida Sajalín, frente a Rusia. Una colonia penal zarista fue establecida en 1857, pero la parte sur de la isla estaba perteneció a Japón hasta el Tratado de San Petersburgo de 1875, cuando fue cedida a Rusia a cambio de las islas Kuriles septentrionales. Tras la guerra ruso-japonesa, Rusia y Japón firmaron el Tratado de Portsmouth de 1905, por lo que la porción sur de la isla bajo el paralelo 50° N volvió a pertenecer Japón, que la había tomado durante la guerra; los rusos retuvieron las otras tres quintas partes de la zona. El sur de Sajalín fue administrado por Japón como Región de Karafuto (樺太庁 Karafuto-chō?), con su capital Toyohara, actual Yuzhno-Sajalinsk.

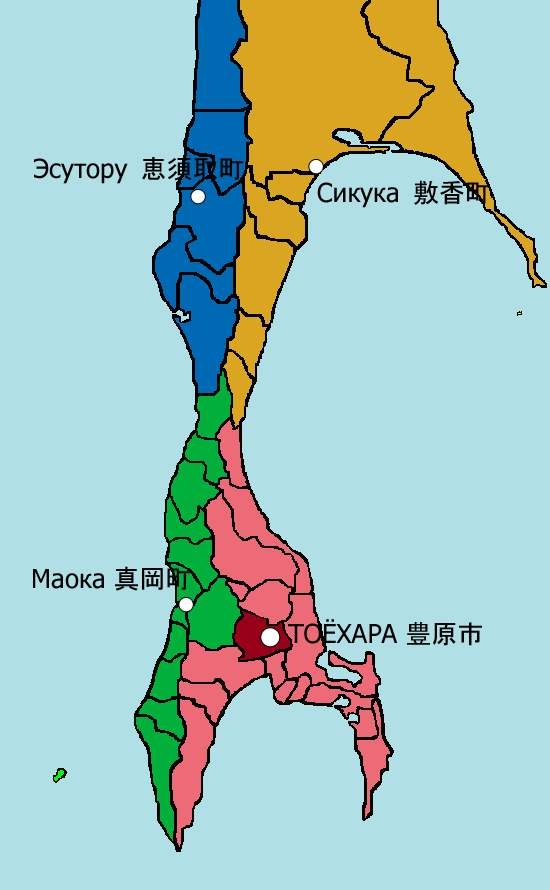
División administrativa de la prefectura de Karafuto: Subprefectura de Toyohara, Maoka, Esutoru y Shikuka. La ciudad de Toyohara formaba parte de la subprefectura de Toyohara.

Hubo reclamaciones después de la guerra en un periódico alemán de que al menos un BV 222 de Noruega volaba vía el polo hacia Karafuto, entonces parte del territorio japonés antes de abril de 1944 mientras usaba marcas de la Deutsche Lufthansa. También durante el tiempo de la guerra, una familia alemana que vivió en la zona fue mencionada en un censo oficial de la provincia.

### Invasión soviética
En agosto de 1945, la Unión Soviética lanzó la Operación Tormenta de Agosto incumpliendo su Pacto de Neutralidad con Japón. Con esta operación tomó el control de Sajalín. El ataque soviético sobre el sur de Sajalín comenzó el 11 de agosto de 1945, apenas cuatro días antes de la rendición de Japón y casi un mes antes de la firma de la misma. El 56.º Cuerpo de Rifles consistía en la 79.ª División de Rifles, la 2.ª Brigada de Rifles, la 5.ª Brigada de Rifles y la Brigada Armada 214 atacaron a la 88.ª División del ejército imperial japonés. Aunque el Ejército Rojo superaba en número a los japoneses por tres a uno, no pudo avanzar, debido a la fuerte resistencia japonesa. Los soviéticos no rompieron la línea defensiva nipona hasta que la 113.ª Brigada de Rifles y el 365.º Batallón de Rifles Independiente de Infantería Naval de Soviétskaya Gavan (Советская Гавань) desembarcó el 16 de agosto en Tōrō (塔路), una villa a orillas del mar del oeste de Sajalín. La resistencia japonesa se hizo más débil tras ese desembarco. La verdadera lucha continuó hasta el 21 de agosto y este combate fue sin importancia. Desde el 22 hasta el 23 de agosto, la mayor parte de las restantes unidades japonesas anunciaron una tregua. Los soviéticos completaron la conquista de Sajalín el 25 de agosto de 1945, al tomar y ocupar la capital de Sajalín, Toyohara.
Según fuentes japonesas, miles de civiles murieron en Karafuto, también cabe mencionar que en el bando japonés ante la desesperación y la inminente derrota muchos combatientes realizaron ataques suicidas, lo que llegó a causar asombro y temor entre algunos combatientes del bando soviético mientras que los altos mandos del ejército rojo no permitieron que sus tropas retrocedieran siquiera ya que al hacerlo eran considerados desertores y muchos terminaron siendo asesinados por otros soldados de las mismas unidades tal y como ocurrió cuando los alemanes habían realizado la operación Barbarroja.[cita requerida]

### Evacuación y estatus legal

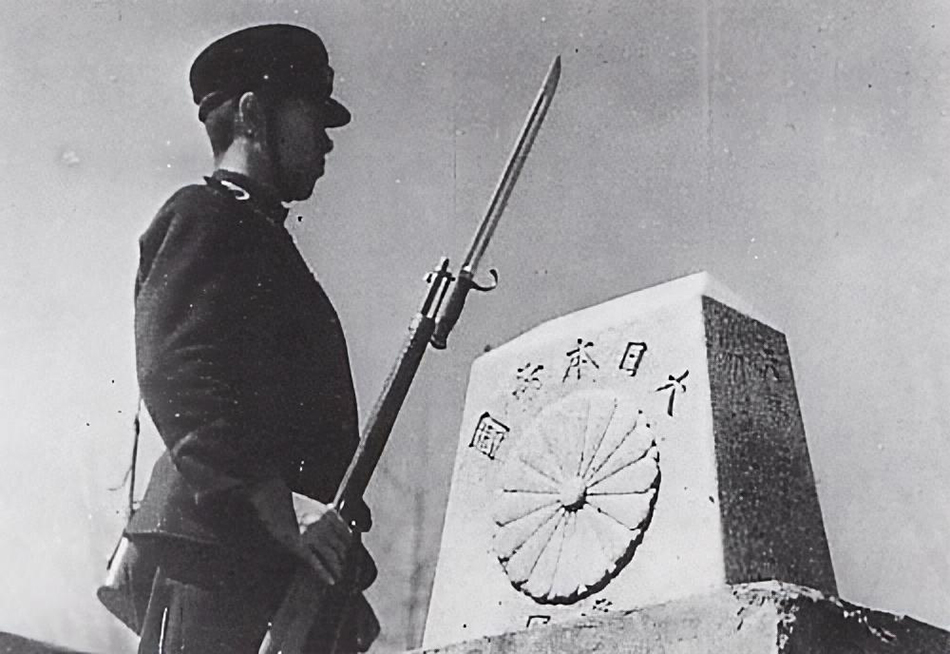
Frontera entre Karafuto y Sajalin.

Más de 400 000 personas residían en Karafuto cuando comenzó la ofensiva soviética. En su mayoría eran japoneses o coreanos, pero también existía una pequeña comunidad de rusos blancos y algunas tribus ainu indígenas. Para cuando se confirmó el alto el fuego, más de 100 000 civiles habían logrado escapar a Hokkaidō.
Paso a paso, Karafuto fue perdiendo su identidad japonesa. Se creó el óblast de Sajalín en febrero de 1946, y para marzo, todos los pueblos, ciudades y calles habían sido renombrados en ruso, a la vez que multitud de colonos rusos desplazaron a los japoneses. En octubre de 1946 comenzaron las repatriaciones forzosas de japoneses, completadas para 1950. Muchos colonos fueron obligados a marcharse dejando todas sus pertenencias, por lo que a su regreso a Japón se encontraron en la indigencia.

### Situación actual
Desde el 2 de enero de 1947, la región de Sajalín, en su actual forma, fue definida e integrada como parte de la Federación de Rusia, al ser el ente resultante de la República Socialista Federativa Soviética de Rusia, donde se incluyó la región ocupada a los japoneses.
No ha sido firmado un tratado de paz y el estatus de las vecinas islas Kuriles aún sigue en disputa. Japón renunció a sus reclamaciones y derechos sobre el sur de Sajalín cuando firmó el Tratado de San Francisco (1952), pero no aprobó la soberanía rusa sobre ella. Desde la posición oficial de Japón, la atribución de Sajalín aún no está determinada, y está marcada como «tierra de nadie» en los mapas japoneses. A partir de 2005, el asunto sigue siendo un agobio mayor en las relaciones ruso-japonesas. Incluso ahora, ningún tratado de paz ha sido firmado entre las dos naciones.
Actualmente, el gobierno japonés, liderado por el Partido Liberal Democrático, no tiene una reclamación oficial sobre Karafuto. No obstante, los partidos socialistas y otros partidos han reclamado el territorio como japonés.[cita requerida] Su estatus todavía está por definir, ya que Japón no reconoce la soberanía rusa sobre Karafuto. Japón insiste en llevar el tema a la corte internacional, pero Rusia ha rechazado cualquier reivindicación nipona sobre el sur de Sajalín.[cita requerida]